# Alpfetknopp
Alpfetknopp (Sedum alpestre) är en art i familjen fetbladsväxter från bergsområdena i centrala och södra Europa, samt Turkiet.

## Synonymer
Sedum alpestre proles repens Rouy & E.G.Camus
Sedum alpestre subsp. erythraeum (Griseb.) ‘t Hart
Sedum erythraeum Grisebach
Sedum repens Schlechtendal ex de Candolle
Sedum saxatile All. nom. illeg.